# Davyho kahan

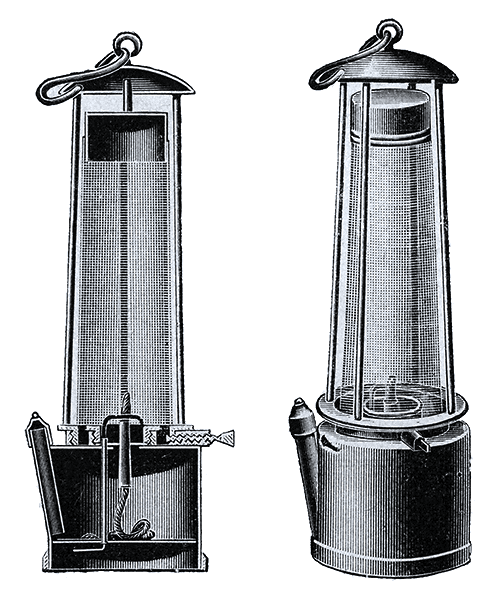
Davyho lampa

Davyho kahan je typ hornického kahanu pro použití v dolech, kde se vyskytoval metan.

## Historie
Po několika důlních neštěstích způsobených výbuchy důlních plynů v anglických dolech se těžaři obrátili na anglického fyzika a chemika Sira Humphry Davyho (1778 – 1829) prosbou o pomoc. Davyho řešení spočívalo v uzavření plamene olejového kahanu drátěnou síťkou. Poprvé byla lampa představena na zasedání Royal Society v Newcastlu 3. listopadu 1815 a dokument popisující lampu byl formálně předložen 9. listopadu. Se stejným řešením přišel George Stephenson (1781 – 1848), který si lampu patentoval. Došlo ke sporu o prvenství a vyplacení odměny. Siru H. Davymu byla udělena Rumfordova medaile a 1000 liber od Royal Society, majitelé dolů vyplatili odměnu 2000 liber. G. Stephenson byl odměněn majiteli dolů (jeho přáteli) částkou 100 liber a v roce 1816 od Royal Society obdržel 1000 liber. Poprvé byla Davyho lampa použita v roce 1816 na dole Hebburn Colliery.

### Popis lampy

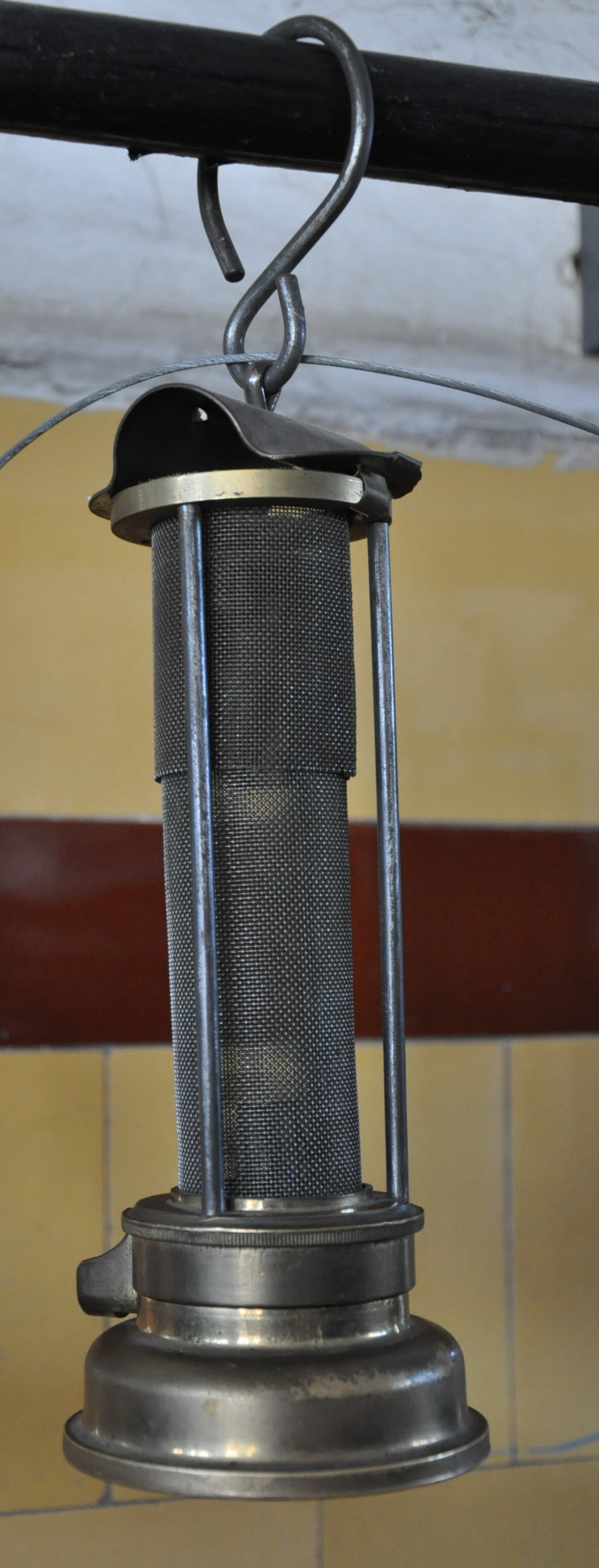
Replika Davyho lampy, Důl Michal Ostrava.

Davyho lampa se skládala z kovové nádoby na olej z níž vycházel trubkou knot. Na nádobce byla umístěna jemná drátěná síťka – drátěný koš. Bezpečnost lampy byla zajištěna tím, že plamen nemohl zapálit výbušnou směs metanu a vzduchu mimo lampu, protože drátěné pletivo odnímalo teplo plamene – spaliny byly takto ochlazovány. Pokud metan pronikl do prostoru hoření prodloužil původní plamen, vytvořil modrou tzv. aureolu. To horníky upozornilo na přítomnost nebezpečného plynu. Později se odvodily stupnice pro měření výšky aureoly a tím i stanovení koncentrace metanu v ovzduší. Při nedostatku kyslíku v ovzduší tj. pod hranicí 17% nebo při 5-6% obsahu oxidu uhličitého (CO2) lampa zhasla. Přes svou bezpečnost lampa měla řadu nevýhod. Světlo bylo tlumeno drátěnou síťkou a bylo velmi slabé. Vznikající saze zanášely očka a snižovaly odvod spalin, koroze narušovala jemnou síť oček, nevhodným zacházením docházelo k proražení sítka a z tohoto důvodu se lampa stala nebezpečnou.

### Zdokonalení lampy

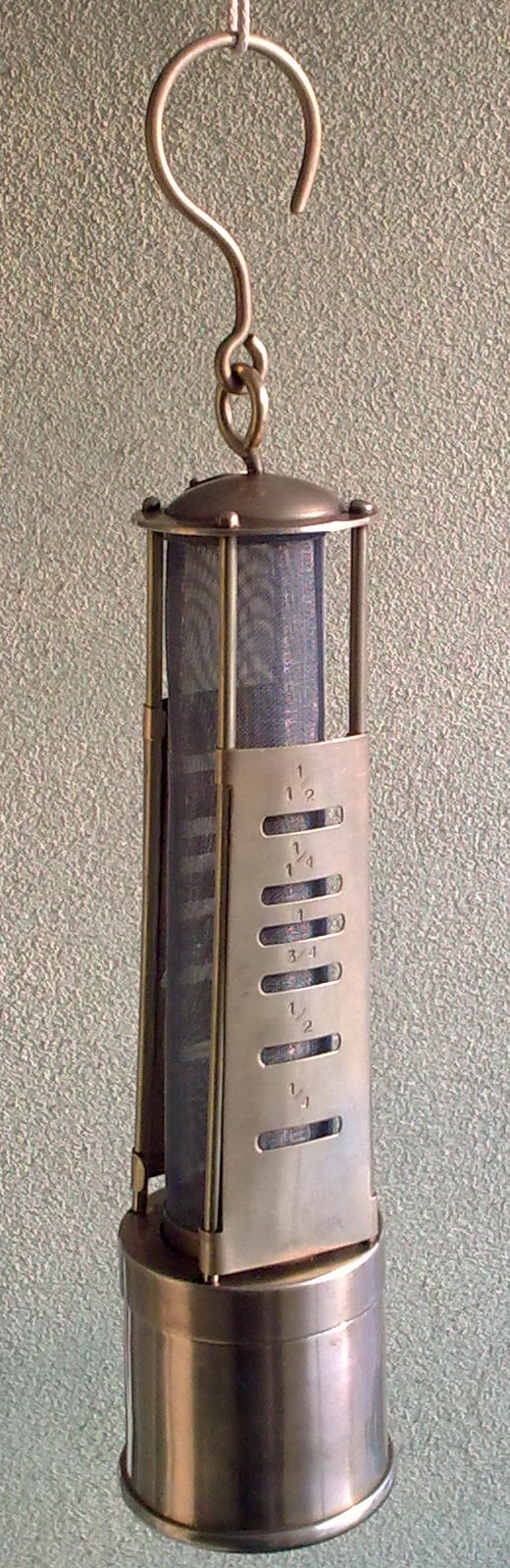
Kopie indikační líhové Pielerovy lampy

Pielerova lampa byla lihová, opatřena cejchovanou stupnicí a sloužila k přesnému měření obsahu metanu v ovzduší. Aureola nad teplejším lihovým plamenem byla výrazná už od 0,25 % metanu v důlním ovzduší. Měřilo se přibližně do 2,25 % metanu v ovzduší.
Další vylepšení provedl v roce 1839 William Reid Clanny, který nahradil spodní část sítka skleněným válcem. Do užívání se prosadila až osazením žáruvzdorným sklem.
Rozhodující vylepšení lampy provedl Carl Wolf z Zwickau, který si nechal patentovat benzínovou lampu. Benzínový plamen hořel jasnějším světlem než olejový. 50 g benzínu v nádobě stačilo na 14 hodin nepřetržitého svícení. Lampu opatřil vnitřním zapalovačem, takže v případě ohrožení šlo lampu zhasnout a opět rozsvítit, aniž by horník nebezpečně manipuloval s kahanem (sundal sklo nebo drátěný koš). Navíc kahan byl opatřen magnetovým zámkem, který šlo otevřít jen v lampovně. Tím se zabránilo jakémukoliv nebezpečnému a neodbornému manipulování v případě poruchy světelného zdroje a způsobit výbuch důlních plynů nebo uhelného prachu. Firma Friemann & Wolf ve Zwickau se stala největší továrnou na výrobu benzínových lamp.
Postupem doby byly používány dva nebo tři drátěné koše (Marsautova lampa), opatřovány vnitřními komínky (Müselerova lampa), proti proražení síťky (např. hákem) byl koš chráněn plechovým komínkem ap.
Výrobci lamp pro ostravsko-karvinský revír (OKR) byly např.: firma Benischke (1870) v Mariánských Horách – olejová Müselerova lampa, firma Jermář (1890) – benzínové lampy, firma Seipel (1895) benzínové lampy a další.

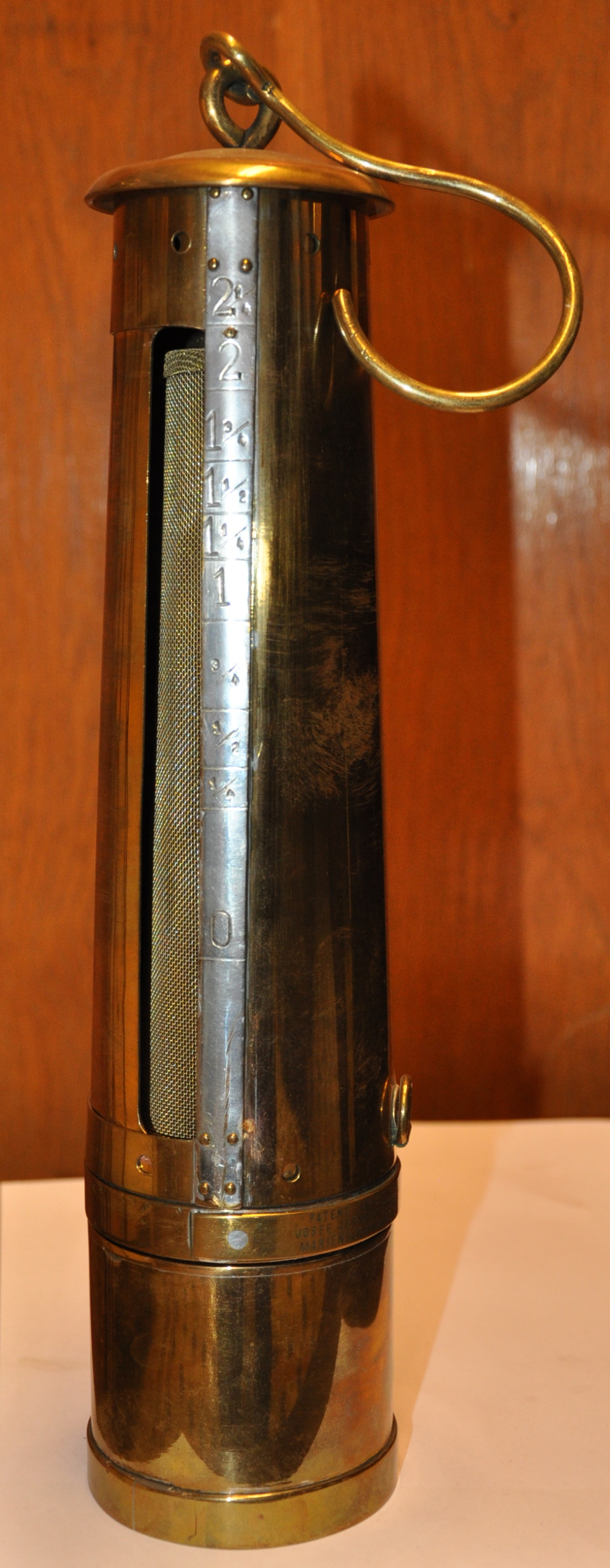
Indikační lihová lampa, patent Brouček (1908), od firmy Jermář & comp., Mariánské Hory. Důl Michal, Ostrava.

Definitivním schválením používání elektrických lamp báňským hejtmanstvím v roce 1900 byly benzínové lampy nahrazovány lampami elektrickými. Např. v roce 1918 bylo v OKR 36 346 benzínových lamp a 5 152 elektrických, v roce 1923 poklesl počet benzínek na 31 790 kusů a narostl počet elektrických lamp na 12 404 kusů. Do roku 1927 poklesl počet benzínek na 18 457 kusů a vzrostl počet elektrických na 24 393, tedy dvojnásobně k roku 1923. V roce 1928 bylo v OKR užívání 18 314 benzínových lamp z toho 17 559 kusů typu Friemann & Wolf a 755 kusů typu Seipel – Bochum. Pro zjišťování menšího obsahu metanu ve výdušných proudech a větrních proudech těžních cest bylo používáno 61 kusů Pielerových lihových indikačních lamp.

### Ukončení používání
Nařízením Horního hejtmanství ve Vídni č. 711 z 21. 6. 1886 bylo zakázáno ve všech plynujících dolech používání otevřeného ohně (loučí, kahanců, petrolejek ap.). Definitivní zákaz, který se vztahoval i na benzínky, byl vydán v roce 1928 Báňským hejtmanstvím v Brně. Benzínka měla výjimku na dva roky za účelem indikace nebezpečných důlních plynů, nikoliv pro svícení, s možností odkladu do roku 1933. Tento odklad trval bezmála 28 let. Ke svícení byly určeny elektrické lampy. Kromě klasických benzínových lamp v OKR, kterých v roce 1960 bylo ještě 3118 kusů, byly používány sdružené lampy. Jednalo se o elektrickou lampu (reflektor) s benzínovou indikační lampou (v roce 1960 jich bylo v OKR 1781 kusů). Definitivní konec používání benzínových lamp nastal zavedením bezplamenných indikátorů – interferometrů. Benzínová indikační lampa byla definitivně stažena z výroby Elektrosvit, n. p., Teplice a v roce 1971 byla odstraněna i z bezpečnostních předpisů.
V současné době můžeme zaznamenat používání bezpečných benzínových lamp při transportu olympijského nebo betlémského ohně do vzdálených koutů naší planety leteckou dopravou.

### Symbolika

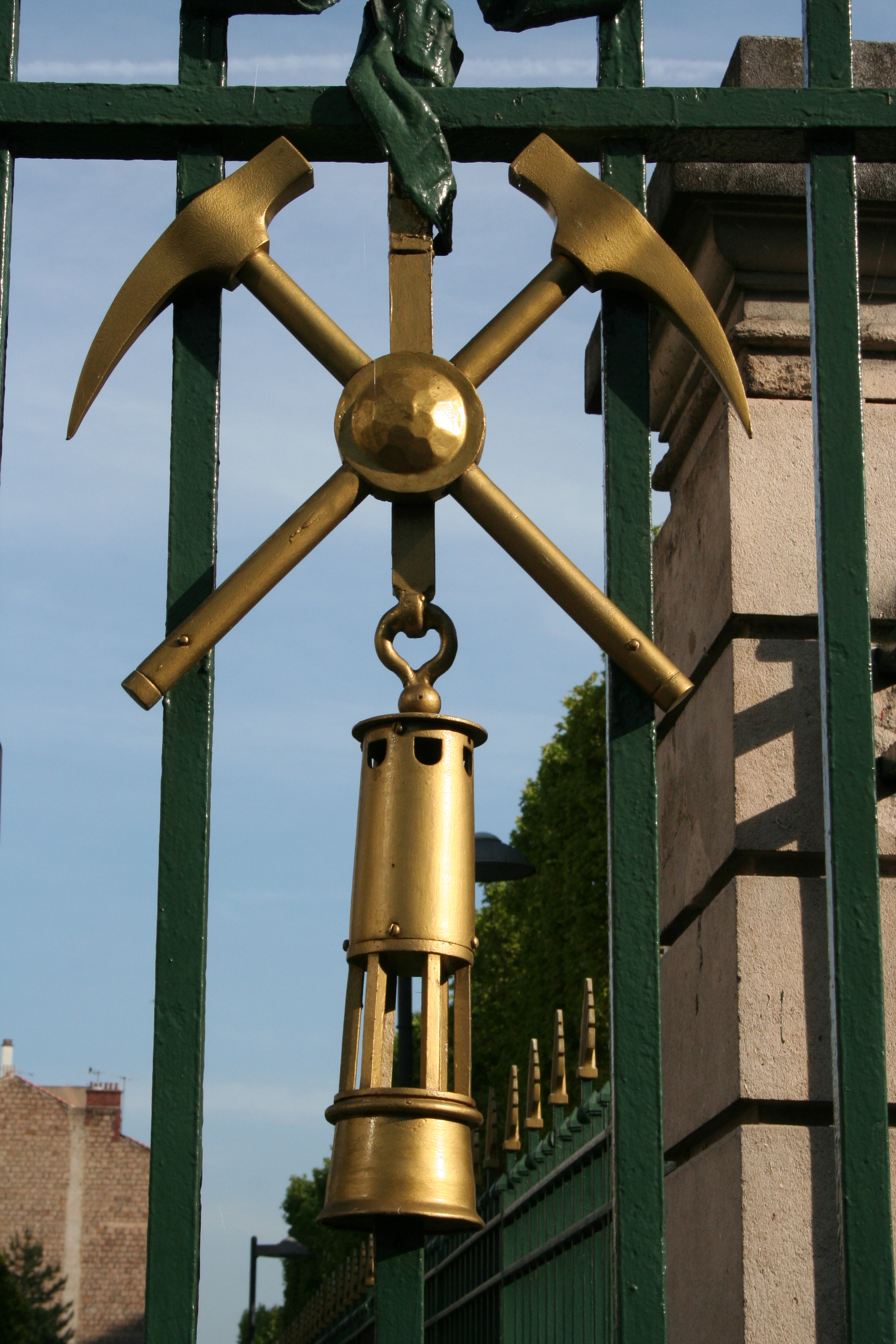
Hornický symbol v Saint Etienne

Vynálezem Davyho lampy se změnila i symbolika lamp. Do té doby používaný plochý olejový kahan je nahrazován štíhlou a vysokou olejovou, benzínovou lampou. Benzínka se tak stala symbolem bezpečné práce havířů. Spolek Prokop v Ostravě má v girlandě benzínové lampy spojeny s hornickým znakem a dubovými ratolestmi. Na vstupní bráně Technické univerzity Jeana Monneta v Saint Etienne je v mřížoví spojen hornický znak s kahanem.